# Campeonato de Futsal de Concacaf de 2012
El Campeonato de Futsal de Concacaf de 2012 fue la 5.ª edición del torneo de fútbol sala, que sirvió como clasificación a cuatro equipos de la Concacaf para la  Copa Mundial de Futsal de la FIFA 2012 en Tailandia.
Comenzó el 2 de julio de 2012 y finalizó el 8 de julio del mismo año. La sede fue el Domo Polideportivo Zona 13, en Ciudad de Guatemala, Guatemala. Seis equipos se clasificarán automáticamente para la final de Concacaf: el anfitrión y campeón defensor, Guatemala, Estados Unidos, Cuba, Panamá, México y Costa Rica. Las dos plazas restantes se decidirán, la primera de un repechaje entre Canadá y El Salvador y la otra del resultado del campeonato del Caribe (además de Cuba). El campeonato del Caribe fue cancelado por los retiros de las selecciones de República Dominicana, Guayana, Haití y Trinidad y Tobago con lo cual San Cristóbal y Nieves clasifica automáticamente a la ronda final del torneo.

## Equipos participantes
| CFU - Cuba - San Cristóbal y Nieves |  | UNCAF - Costa Rica - Guatemala - Panamá |  | NAFU - Canadá - Estados Unidos - México |

## Repechaje
| Equipo      | Pts | PJ | PG | PE | PP | GF | GC | Dif |
| ----------- | --- | -- | -- | -- | -- | -- | -- | --- |
| Canadá      | 3   | 2  | 1  | 0  | 1  | 7  | 6  | 1   |
| El Salvador | 3   | 2  | 1  | 0  | 1  | 6  | 7  | -1  |

| 28 de junio de 2012 | Canadá    | 1:4 (1:2) | El Salvador                      | Domo Polideportivo, Ciudad de Guatemala, Guatemala                               |                                                                                  |
|                     | Elliot 3' | Reporte   | Rosales 3', 19', 27', 36' (pen.) | Asistencia: Puerta cerrada espectadores Árbitro(s): Antonio Álvarez (Costa Rica) | Asistencia: Puerta cerrada espectadores Árbitro(s): Antonio Álvarez (Costa Rica) |

| 29 de junio de 2012 | El Salvador      | 2:6 (0:2) | Canadá                                                                             | Domo Polideportivo, Ciudad de Guatemala, Guatemala                            |                                                                               |
|                     | Rosales 32', 40' | Reporte   | Chávez 14' (a.g.) · Yaques 14' · Laliberté 22' · Elliot 26' · Ríos 40' · Lemos 40' | Asistencia: Puerta cerrada espectadores Árbitro(s): Hector Mesen (Costa Rica) | Asistencia: Puerta cerrada espectadores Árbitro(s): Hector Mesen (Costa Rica) |

## Resultados

### Primera fase

#### Grupo A
| Equipo         | Pts | PJ | PG | PE | PP | GF | GC | Dif |
| -------------- | --- | -- | -- | -- | -- | -- | -- | --- |
| Guatemala      | 9   | 3  | 3  | 0  | 0  | 14 | 6  | +8  |
| Panamá         | 6   | 3  | 2  | 0  | 1  | 15 | 12 | +3  |
| Estados Unidos | 3   | 3  | 1  | 0  | 2  | 6  | 9  | -3  |
| Canadá         | 0   | 3  | 0  | 0  | 3  | 10 | 18 | -8  |

| 2 de julio de 2012 | Estados Unidos                  | 2:5 (1:3) | Panamá                                           | Domo Polideportivo, Ciudad de Guatemala, Guatemala                   |                                                                      |
|                    | B. Pérez 16' · Kraig Chiles 27' | Reporte   | Miguel Lasso 6', 14', 16', 39' · A. Alvarado 40' | Asistencia: 2,510 espectadores Árbitro(s): Hector Mesen (Costa Rica) | Asistencia: 2,510 espectadores Árbitro(s): Hector Mesen (Costa Rica) |

| 2 de julio de 2012 | Guatemala                                                                                | 7:3 (3:3) | Canadá                                                     | Domo Polideportivo, Ciudad de Guatemala, Guatemala                |                                                                   |
|                    | Aguilar 12' · Armando Escobar 12', 20', 23', 34' · Willy Ramírez 24' · Pablo Estrada 24' | Reporte   | Estuardo De Leon 9' (a.g.) · Matthew Rios 10' · Yaques 16' | Asistencia: 2,510 espectadores Árbitro(s): Antonio Álvarez (Cuba) | Asistencia: 2,510 espectadores Árbitro(s): Antonio Álvarez (Cuba) |

| 3 de julio de 2012 | Canadá                            | 2:3 (1:1) | Estados Unidos                                       | Domo Polideportivo, Ciudad de Guatemala, Guatemala               |                                                                  |
|                    | Bruno Xavier 7' · Ian Bennett 31' | Reporte   | Patrick Healey 17' · B. Pérez 30' · Kraig Chiles 33' | Asistencia: 3,810 espectadores Árbitro(s): Sergio Cabrera (Cuba) | Asistencia: 3,810 espectadores Árbitro(s): Sergio Cabrera (Cuba) |

| 3 de julio de 2012 | Guatemala                                                             | 5:2 (2:0) | Panamá                    | Domo Polideportivo, Ciudad de Guatemala, Guatemala                   |                                                                      |
|                    | Erick Acevedo 1', 29' · Estuardo De Leon 14', 27' · Pablo Estrada 24' | Reporte   | Bello 31' · Goodridge 32' | Asistencia: 3,810 espectadores Árbitro(s): Francisco Rivera (México) | Asistencia: 3,810 espectadores Árbitro(s): Francisco Rivera (México) |

| 4 de julio de 2012 | Panamá                                                              | 8:5 (5:3) | Canadá                                                      | Domo Polideportivo, Ciudad de Guatemala, Guatemala                   |                                                                      |
|                    | Hinks 2', 18', 33' · Lasso 3', 20' · Goodridge 20' · Pérez 26', 36' | Reporte   | DeBlasio 7', 8' · Matthew Rios 20', 22' (pen.) · Yaques 38' | Asistencia: 6,046 espectadores Árbitro(s): Francisco Rivera (México) | Asistencia: 6,046 espectadores Árbitro(s): Francisco Rivera (México) |

| 4 de julio de 2012 | Guatemala                             | 2:1 (1:1) | Estados Unidos      | Domo Polideportivo, Ciudad de Guatemala, Guatemala                   |                                                                      |
|                    | Jose Rafael González 5' · Aguilar 34' | Reporte   | Matthew Stewart 10' | Asistencia: 6,046 espectadores Árbitro(s): Hector Mesen (Costa Rica) | Asistencia: 6,046 espectadores Árbitro(s): Hector Mesen (Costa Rica) |

#### Grupo B
| Equipo                 | Pts | PJ | PG | PE | PP | GF | GC | Dif |
| ---------------------- | --- | -- | -- | -- | -- | -- | -- | --- |
| Costa Rica             | 7   | 3  | 2  | 1  | 0  | 13 | 6  | +7  |
| México                 | 7   | 3  | 2  | 1  | 0  | 14 | 9  | +5  |
| Cuba                   | 3   | 3  | 1  | 0  | 2  | 12 | 7  | +5  |
| San Cristóbal y Nieves | 0   | 3  | 0  | 0  | 3  | 5  | 22 | -17 |

| 2 de julio de 2012 | México                                                | 4:4 (1:2) | Costa Rica                                                  | Domo Polideportivo, Ciudad de Guatemala, Guatemala                  |                                                                     |
|                    | Plata 8' · Miguel Limón 30', 35' · Francisco Cati 34' | Reporte   | Aaron Jerez 9' · Carvajal 18' · Cubillo 35' · C. Molina 36' | Asistencia: 500 espectadores Árbitro(s): Wenceslao Aguilar (Panamá) | Asistencia: 500 espectadores Árbitro(s): Wenceslao Aguilar (Panamá) |

| 2 de julio de 2012 | San Cristóbal y Nieves | 0:10 (0:5) | Cuba | Domo Polideportivo, Ciudad de Guatemala, Guatemala               |                                                                  |
|                    |                        | Reporte    | Chapman 4' · Eduardo Morales 6', 30', 32' · Yulier Olivera 18', 19' · Stalin Martínez 20' · Madrigal 34' · J. Portal 36' · Yampier Rodríguez 37' | Asistencia: 500 espectadores Árbitro(s): Leroy Brown (Guatemala) | Asistencia: 500 espectadores Árbitro(s): Leroy Brown (Guatemala) |

| 3 de julio de 2012 | México                                                  | 5:4 (3:4) | San Cristóbal y Nieves                                        | Domo Polideportivo, Ciudad de Guatemala, Guatemala                   |                                                                      |
|                    | Ramírez 7' · Francisco Cati 17' · Miguel Limón 19', 35' | Reporte   | Ramírez 7' (a.g.) · Jason Lake 9' · Nurse 10' · Somersall 19' | Asistencia: 350 espectadores Árbitro(s): Salvador Méndez (Guatemala) | Asistencia: 350 espectadores Árbitro(s): Salvador Méndez (Guatemala) |

| 3 de julio de 2012 | Cuba              | 1:2 (0:0) | Costa Rica                | Domo Polideportivo, Ciudad de Guatemala, Guatemala                    |                                                                       |
|                    | Yulier Olivera 7' | Reporte   | Paniagua 21' · Brenes 32' | Asistencia: 350 espectadores Árbitro(s): Jason Krnac (Estados Unidos) | Asistencia: 350 espectadores Árbitro(s): Jason Krnac (Estados Unidos) |

| 4 de julio de 2012 | Costa Rica                                                                                  | 7:1 (4:1) | San Cristóbal y Nieves | Domo Polideportivo, Ciudad de Guatemala, Guatemala                     |                                                                        |
|                    | Jorge Arias 17', 24', 40' · Cordova 9' · Guevara 10' · Blanchette 10' (a.g.) · A. Jerez 10' | Reporte   | Jason Lake 13'         | Asistencia: 559 espectadores Árbitro(s): Shane Butler (Estados Unidos) | Asistencia: 559 espectadores Árbitro(s): Shane Butler (Estados Unidos) |

| 4 de julio de 2012 | Cuba                | 1:5 (1:2) | México                                                                           | Domo Polideportivo, Ciudad de Guatemala, Guatemala                 |                                                                    |
|                    | Eduardo Morales 13' | Reporte   | Plata 7' · Ramírez 8' · Estanislao 27' · Adrián González 35' · Giovani López 36' | Asistencia: 559 espectadores Árbitro(s): Alexander Beteta (Panamá) | Asistencia: 559 espectadores Árbitro(s): Alexander Beteta (Panamá) |

### Segunda fase
|  | Semifinales | Semifinales |   |              | Final      | Final      |  |
|  | 6 de julio  | 6 de julio  |   |              | 8 de julio | 8 de julio |  |
|  |             |             |   |              |            |            |  |
|  |             |             |   |              |            |            |  |
|  | Guatemala   | 3           |   |              |            |            |  |
|  | México      | 0           |   |              |            |            |  |
|  |             |             |   |              |            |            |  |
|  |             |             |   |              |            |            |  |
|  |             |             |   |              | Guatemala  | 2          |  |
|  |             | Costa Rica  | 3 |              |            |            |  |
|  |             |             |   |              |            |            |  |
|  |             |             |   |              |            |            |  |
|  |             |             |   |              | 3º puesto  |            |  |
|  |             |             |   |              |            |            |  |
|  | Costa Rica  | 4           |   | Panamá (t.e) | 6          |            |  |
|  | Panamá      | 1           |   |              | México     | 4          |  |

## Semifinales
| 6 de julio de 2012 | Guatemala                                           | 3:0 (0:0) | México | Domo Polideportivo, Ciudad de Guatemala, Guatemala                         |                                                                            |
|                    | Armando Escobar 24' · Jose Rafael González 36', 37' | Reporte   |        | Asistencia: 5,709 espectadores Árbitro(s): Alexander Cline Beteta (Panamá) | Asistencia: 5,709 espectadores Árbitro(s): Alexander Cline Beteta (Panamá) |

| 6 de julio de 2012 | Costa Rica                                            | 4:1 (1:0) | Panamá   | Domo Polideportivo, Ciudad de Guatemala, Guatemala               |                                                                  |
|                    | A. Jerez 7' · Molina 28' · Paniagua 30' · Cubillo 33' | Reporte   | Mena 31' | Asistencia: 5,709 espectadores Árbitro(s): Sergio Cabrera (Cuba) | Asistencia: 5,709 espectadores Árbitro(s): Sergio Cabrera (Cuba) |

## Tercer lugar
| 8 de julio de 2012 | Panamá                                             | 6:4 (2:1) (4:4) (t.e) | México                                       | Domo Polideportivo, Ciudad de Guatemala, Guatemala |                                         |
|                    | Lasso 1', 30', 43' · Goodridge 3', 49' · Pérez 29' | Reporte               | Ramírez 19', 29' · Rodríguez 26' · Plata 27' | Árbitro(s): Carlos González (Guatemala)            | Árbitro(s): Carlos González (Guatemala) |

## Final
| 8 de julio de 2012 | Guatemala                 | 2:3 (1:2) | Costa Rica                | Domo Polideportivo, Ciudad de Guatemala, Guatemala |                                   |
|                    | Aguilar 17' · Santizo 27' | Reporte   | Arías 7', 24' · Zúñiga 7' | Árbitro(s): Sergio Cabrera (Cuba)                  | Árbitro(s): Sergio Cabrera (Cuba) |

| Bandera de Costa Rica |
| 2° Título Costa Rica  |

## Clasificados alMundial Tailandia 2012
| Bandera de Costa Rica | Bandera de Guatemala | Bandera de México | Bandera de Panamá |
| Costa Rica            | Guatemala            | México            | Panamá            |